# Beasley Denson
Beasley Denson ha estat el Miko o cap tribal de la Banda Mississippi d'indis choctaw de 2007 a 2011. És la tercera persona que esdevé cap tribal des que la tribu va adoptar la nova constitució. Beasley Denson derrotà Phillip Martin per 211 vots. Denson va rebre 1.697 vots mentre que Martin en va rebre 1.486.
Els vots van ser disputades, i el diumenge va ser l'últim dia per impugnar els resultats. Però Martin va emetre una declaració per escrit dient que la campanya havia acabat, oferint les seves felicitacions a Denson i instant als membres tribals a acceptar el resultat. Ara, amb les paraules de Martin, "Unim-nos com una tribu."
Denson derrotà Martin en una campanya dedicada a posar els interessos dels membres de la tribu per davant dels membres no-tribals. En última instància, el lema i el cant "Chahta Primer" va sorgir com el tema de la reeixida campanya de Denson.

## Vida personal
Parlant nadiu de choctaw, Miko Beasley Denson va néixer a la comunitat Conehatta i va créixer en la comunitat Standing Pine deChoctaw (Mississipi). És fill de David Denson i Bema Steve York. Es graduà al Choctaw Central High School i va obtenir un títol d'associat al Hinds Community College i a la Universitat Estatal de Mississipi.
Està casat amb Lena John Denson de Red Water i Pearl River, des de fa 36 anys. La parella té dos fills, Michael David i Darren Keith, una filla, Lane, un gendre, Oga, i sis nets. Té dues germanes, Angela i Rita, i un germà, Douglas Sam.

## Carrera política
Miko Denson va assumir les responsabilitats del seu càrrec en 2007 amb una àmplia experiència en el govern i la indústria tribals. Va ser escollit per primera vegada al Consell Tribal el 1975 Durant els seus cinc termes va exercir com a Secretari Tresorer i dos Vice Cap.
Miko Denson també va servir en la Choctaw Gaming Commission durant dos anys i fou funcionari de la National Indian Education Board i del consell de caps de la United Southeastern Tribes. Actualment Miko Denson forma part del consell de la Native American Rights Fund, el bufet d'advocats sense ànim de lucre més gran i antic dedicat a fer valer i defensar els drets dels nadius americans i les tribus i és tresorer de l'Aliança de les Nacions Sobiranes, un comitè d'acció política creat per promoure els objectius legislatius del País Amerindi a nivell federal.
Miko Denson s'enorgulleix de ser un líder obert i accessible i posà en marxa Chahta Primer. La seva adhesió a aquesta filosofia es pot veure a través de la reserva. És un apassionat de la millora de la vida a la reserva per als membres tribals i en els seus dos anys com a cap, tot i la recessió econòmica del país, ha fet progressos reduint la baixa qualitat de l'habitatge tribal, millorant el sistema de salut i les instal·lacions educatives.